# Marc Yor

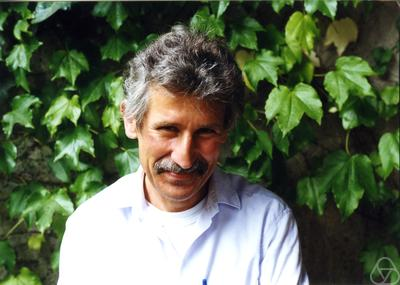
Marc Yor

Marc Yor (* 24. Juli 1949 in Brétigny-sur-Orge; † 9. Januar 2014 in Saint-Chéron) war ein französischer Mathematiker, der sich mit Wahrscheinlichkeitstheorie und Finanzmathematik beschäftigte.

## Werdegang
Yor erhielt 1972 seine Agrégation in Mathematik und promovierte 1976 an der Universität Paris VI Pierre et Marie Curie bei Pierre Priouret. Ab 1973 forschte er für das CNRS. Ab 1981 war er Professor am Laboratoire de Probabilités et Modèles Aléatoires der Universität Pierre et Marie Curie (Institut Mathématique de Jussieu).
Yor befasste sich mit stochastischen Prozessen (insbesondere alle Aspekte Brownscher Bewegung), stochastische Analysis (in Frankreich von der Schule von Paul-André Meyer in Straßburg entwickelt, der ihn beeinflusste), Theorie von Martingalen,  Finanzmathematik (was sich aus seinem Studium stochastischer Prozesse ergab) und Zufallsmatrizen und ihren Verbindungen zur Zahlentheorie.
Ab 1997 war er korrespondierendes und ab 2003 war er volles Mitglied der Académie des sciences. Er war Mitglied der Academia Europaea (2008), Senior-Mitglied des Institut universitaire de France (2004) und erhielt den Ordre national du Mérite. 1986 erhielt er den Prix Montyon der Academie des Sciences. 1990 war er Invited Speaker auf dem Internationalen Mathematikerkongress in Kyōto (The laws of some Brownian functionals).
Zu seinen Doktoranden zählt Jean-François Le Gall, Ashkan Nikeghbali und Jean Bertoin.
Nachdem die französische Akademie der Wissenschaften 2000 den Nachlass von Wolfgang Döblin freigab, war er mit Bernard Bru an dessen Erschließung und Vermittlung in der Öffentlichkeit wesentlich beteiligt.
Er war verheiratet und hatte drei Kinder. Er wohnte fast dreißig Jahre in Saint-Chéron, wo er zeitweise die lokale Fußballmannschaft trainierte.

## Schriften
- mit Roger Mansuy: Aspects of Brownian Motion, Springer, Universitext 2008, ISBN 3540223479
- Some Aspects of Brownian Motion, Band 1: Some special functionals, Band 2: Some recent Martingale Problems (Lectures in Mathematics, ETH Zürich), Birkhäuser 1992, 1997
- Aspects of Mathematical Finance, Springer, 2008, ISBN 3540752587
- mit Daniel Revuz: Continuous Martingales and Brownian Motion, Grundlehren der Mathematischen Wissenschaften, Springer, 1991, 3. Auflage 1999
- mit Roger Mansuy: Random times and enlargement of filtrations in a Brownian setting, Springer, Lecture Notes in Mathematics, Bd. 1873, 2006
- Le Mouvement Brownien: Quelques Développements de 1950 à 1995, in Jean-Paul Pier: Development of mathematics 1950-2000, Birkhäuser 2000
- Exponential Functionals of Brownian Motion and Related Processes, Springer Verlag, Springer Finance, 2001
- mit Loïc Chaumont: Exercises in Probability: A Guided Tour from Measure Theory to Random Processes, via Conditioning, Cambridge University Press 2003
- mit Bernard Roynette: Penalising Brownian Paths, Springer Verlag, Lecture Notes in Mathematics 1969, 2009
- mit Monique Janblanc, Marc Chesney: Mathematical Methods for Financial Markets, Springer Verlag (Springer Finance) 2009
- mit Christophe Profeta, Bernard Roynette: Option Prices as Probabilities, Springer Verlag 2010
- mit Francis Hirsch, Christophe Profeta, Bernard Roynette: Peacocks and associated martingales, with explicit constructions, Springer Verlag 2011